# Rašeliniště pod Zieleńcem
Rašeliniště pod Zieleńcem (polsky Torfowisko pod Zieleńcem, německy Reinerzer Seefelder) je přírodní rezervace o rozloze 156,8 ha v severní části Bystřických hor v polském Kladsku. Rezervace se nachází v Dolnoslezském vojvodství asi 5,5 km vzdušnou čarou směrem na jih od lázní Duszniki-Zdrój a pouhý cca 1 km severně od česko-polské státní hranice.

## Historie
Rašeliniště bylo známo již od 18. století, kdy došlo k prvním pokusům a jeho hospodářské využití. Těžba rašeliny zde probíhala od konce 18. do konce 19. století, avšak kvůli malé výhřevnosti této suroviny byla těžba posléze ukončena. Poprvé byla ochrana tohoto území – jako jednoho z prvních na německém území – vyhlášena již v roce 1919. Přírodní rezervace o rozloze 156,8 ha pak byla potvrzena polským Ministerstvem lesnictví a dřevařského průmyslu v roce 1954.

## Charakteristika
Rezervace se nachází v nadmořské výšce 760 metrů na západním úbočí hory Biesiec (833 m n. m.)., na rozvodí mezí úmořím Baltského a Severního moře. Vrstva rašeliny má mocnost až 8 metrů, stáří rašeliniště se odhaduje na 7600 let. Oblast je částečně bezodtoká, neboť rašeliniště leží na podkladu z nepropustných hornin – spodní vrstvu pod rašelinou tvoří svrchněkřídový křemitý slínovec a jeho zvětraliny, pod nimž se nachází rula. Rašeliniště pod Zieleńcem se skládá ze tří částí – severní a západní část středního mají charakter vrchovištního rašeliniště, na východní straně se pak jedná o rašeliniště přechodové. Třetí část tvoří rašeliniště přechodového charakteru, známé pod pojmenováním Czarne Bagno. Pramínky a potůčky, které z rašeliniště vytékají, jsou prameništěm Divoké Orlice. Voda z rašeliniště má temně červenou barvu, je však pitná. Její pH je 3,8 – 4,0.

## Předmět ochrany

### Flora
Rezervace byla vyhlášena především za účelem ochrany místních rostlinných společenstev, v prvé řadě porostů břízy zakrslé (Betula nana). Kromě rašeliníku a různých druhů mechů se v rezervaci vyskytuje borovice blatka (Vaccinium uliginosum), klikva bahenní (Oxycoccus palustris), vlochyně bahenní (Vaccinium uliginosum), rojovník bahenní (Rhododendron tomentosum), blatnice bahenní (Scheuchzeria palustris), šicha černá (Empetrum nigrum), brusnice brusinka (Vaccinium vitis-idaea L.), suchopýr pochvatý (Eriophorum vaginatum), rosnatka okrouhlolistá (Drosera rotundifolia), rosnatka anglická (Drosera anglica) a různé druhy ostřic.

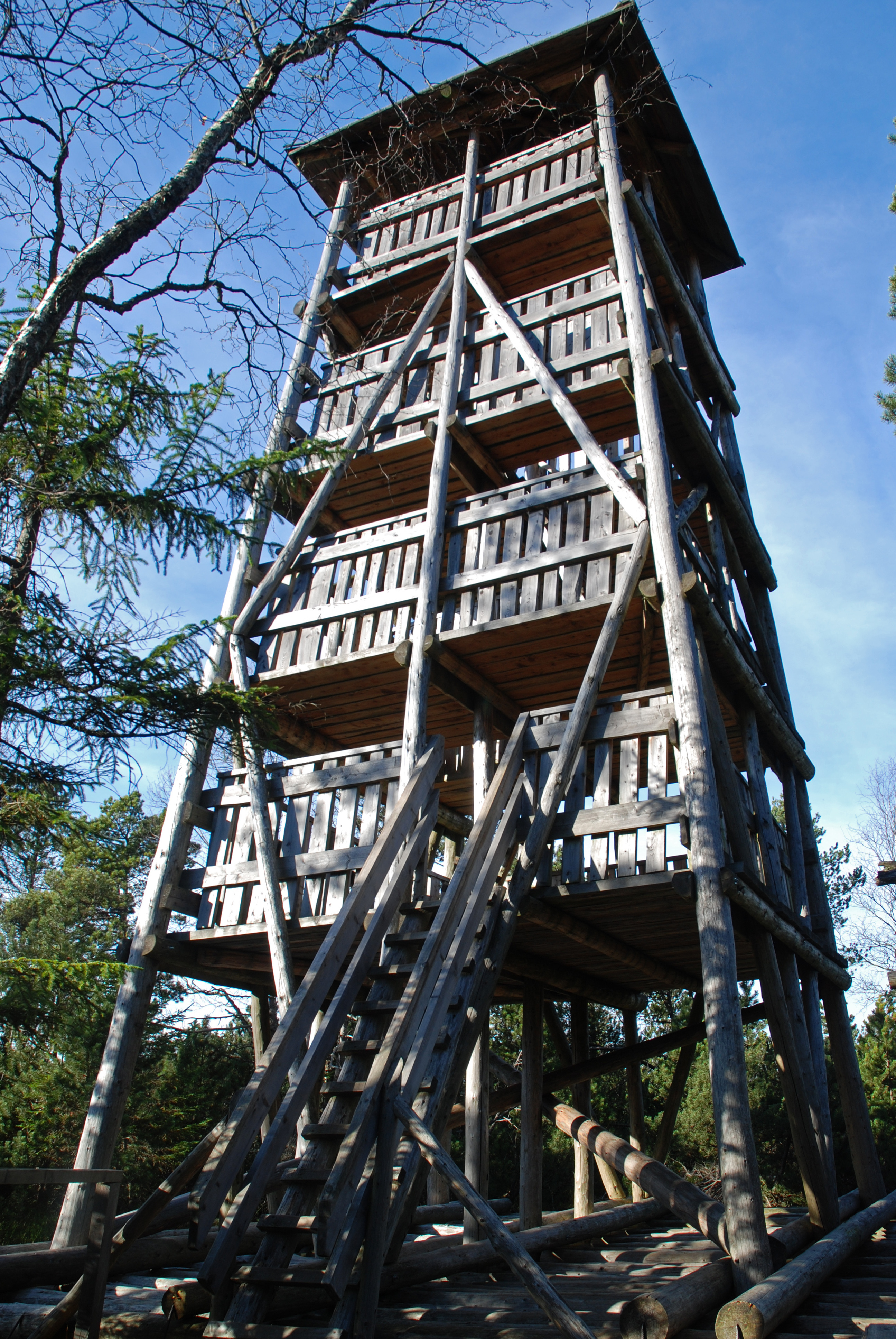
Vyhlídková věž uprostřed rezervace

### Fauna
Na území rašeliniště, především v jeho vrchovištní části, se vyskytují četné druhy motýlů a vážek. Z chráněných druhů ptáků zde žije tetřívek obecný a tetřev hlušec, zapsaní v polské „Červené knize“ zvláště ohrožených druhů, dále čáp černý a linduška luční.

## Dostupnost
Rašeliniště pod Zieleńcem v oblasti Spalona je jedním z nejzajímavějších zastavení na dálkové Geotrase sudetské, která vede střídavě přes české a polské území z Frýdlantského výběžku až do Opavy. Rezervaci přetíná zeleně značená turistická cesta, která vede od autobusové zastávky na silnici ze Zieleńce do Dusznik-Zdróje. Vnitřní část rezervace je zpřístupněna pomocí povalových chodníků a naučné stezky s informačními panely. Uprostřed rašeliniště byla několikrát vybudována vyhlídková věž, z níž bylo možno přehlédnout nejen celou rezervaci, ale i okolí až po hřeben Orlických hor. Vzhledem k velmi nepříznivým podmínkám však nikdy příliš dlouho nevydržela a v roce 2022 z ní zbyly pouze základy.

## Fotogalerie

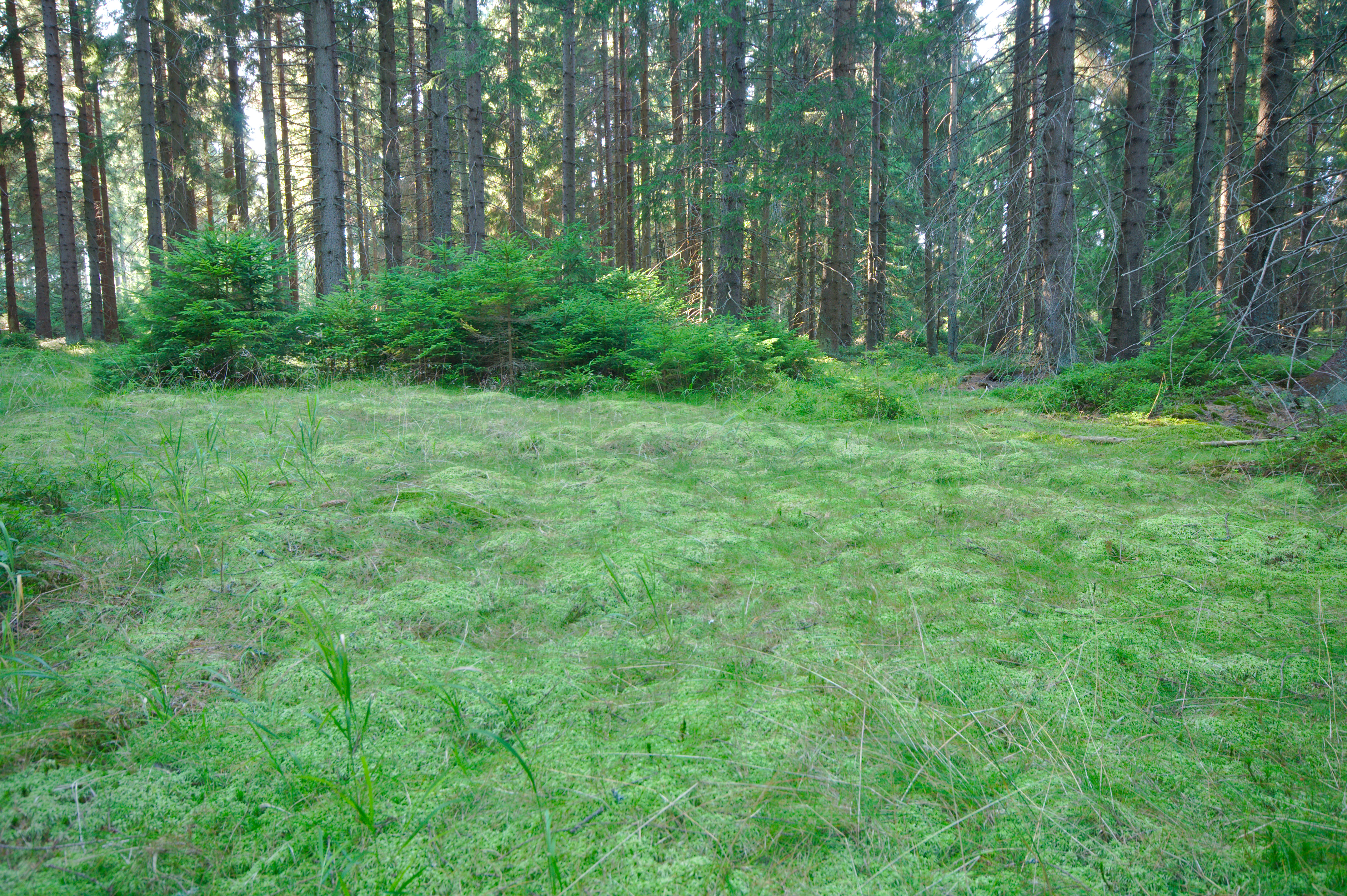
Podmáčený les na jihu
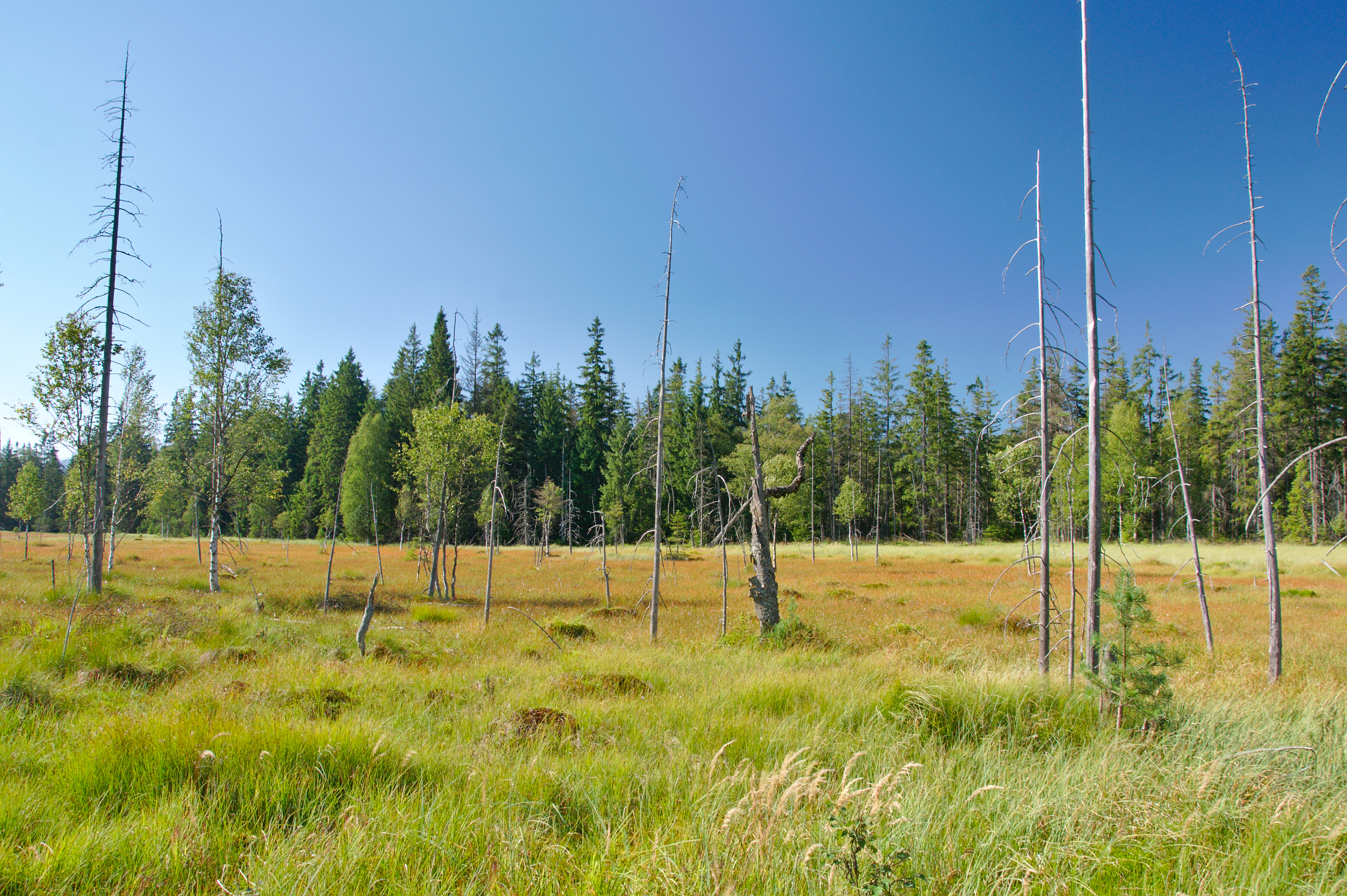
Hlavní rašeliniště
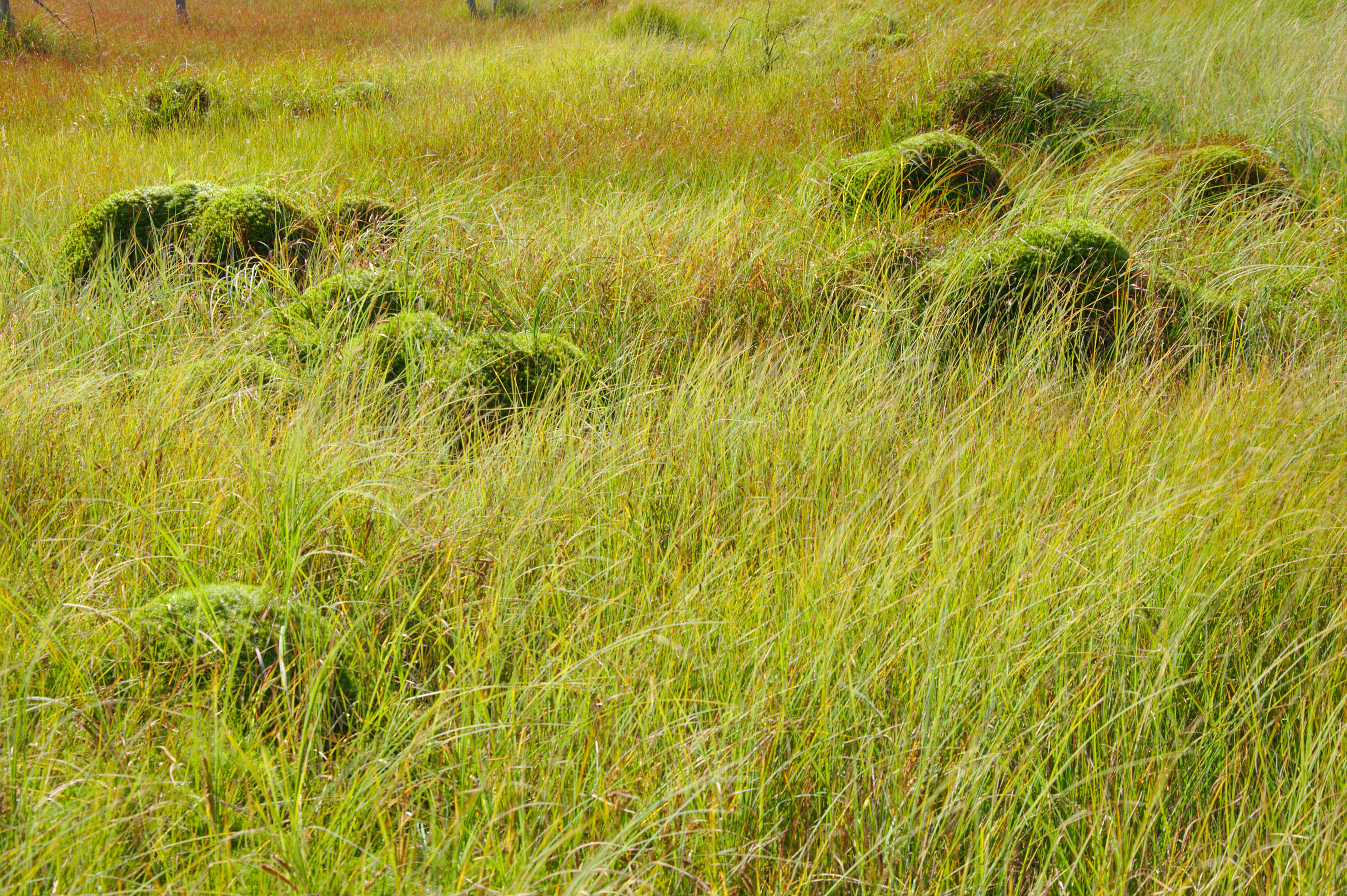
Detail rašeliniště
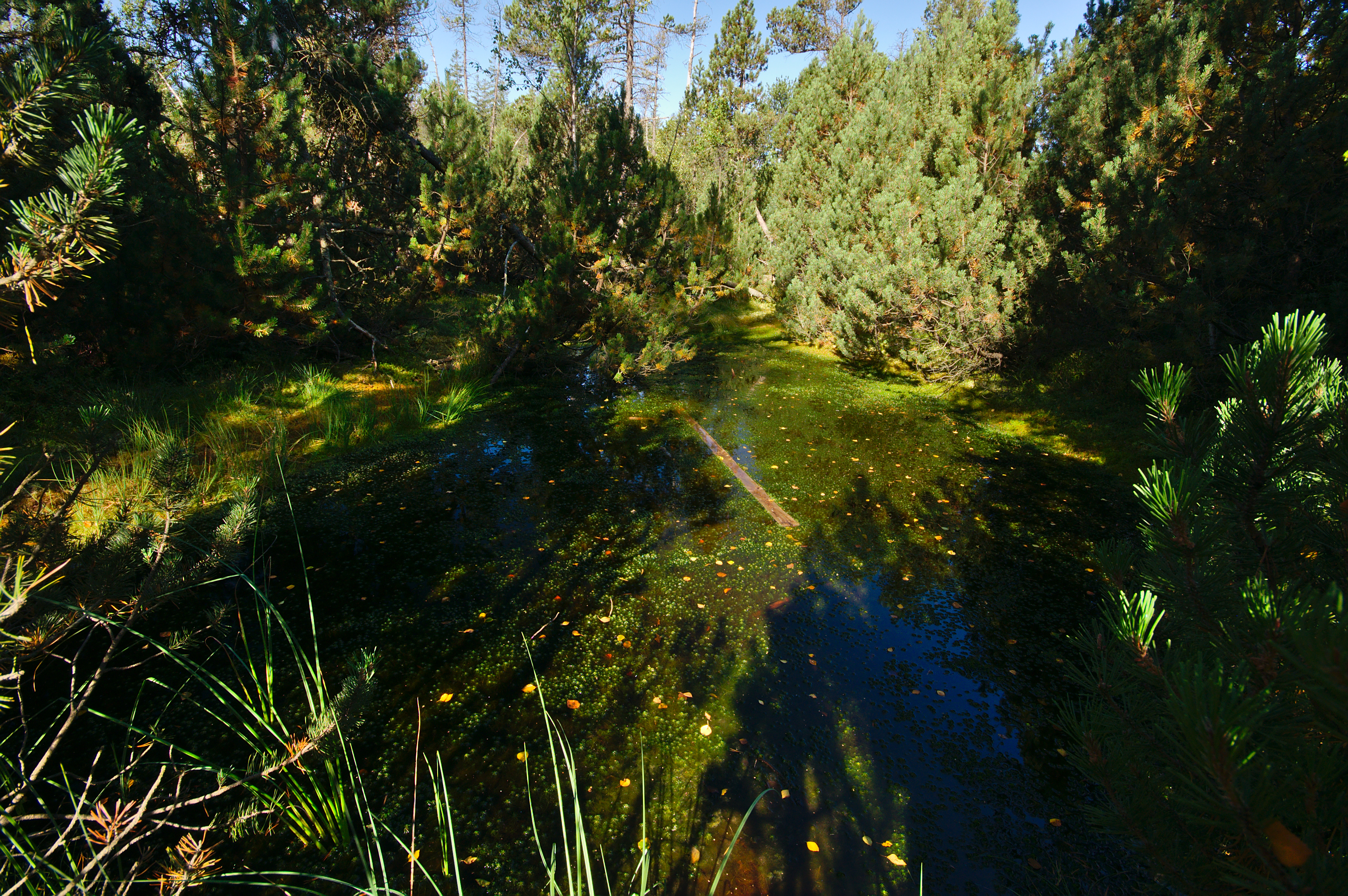
Jezírko
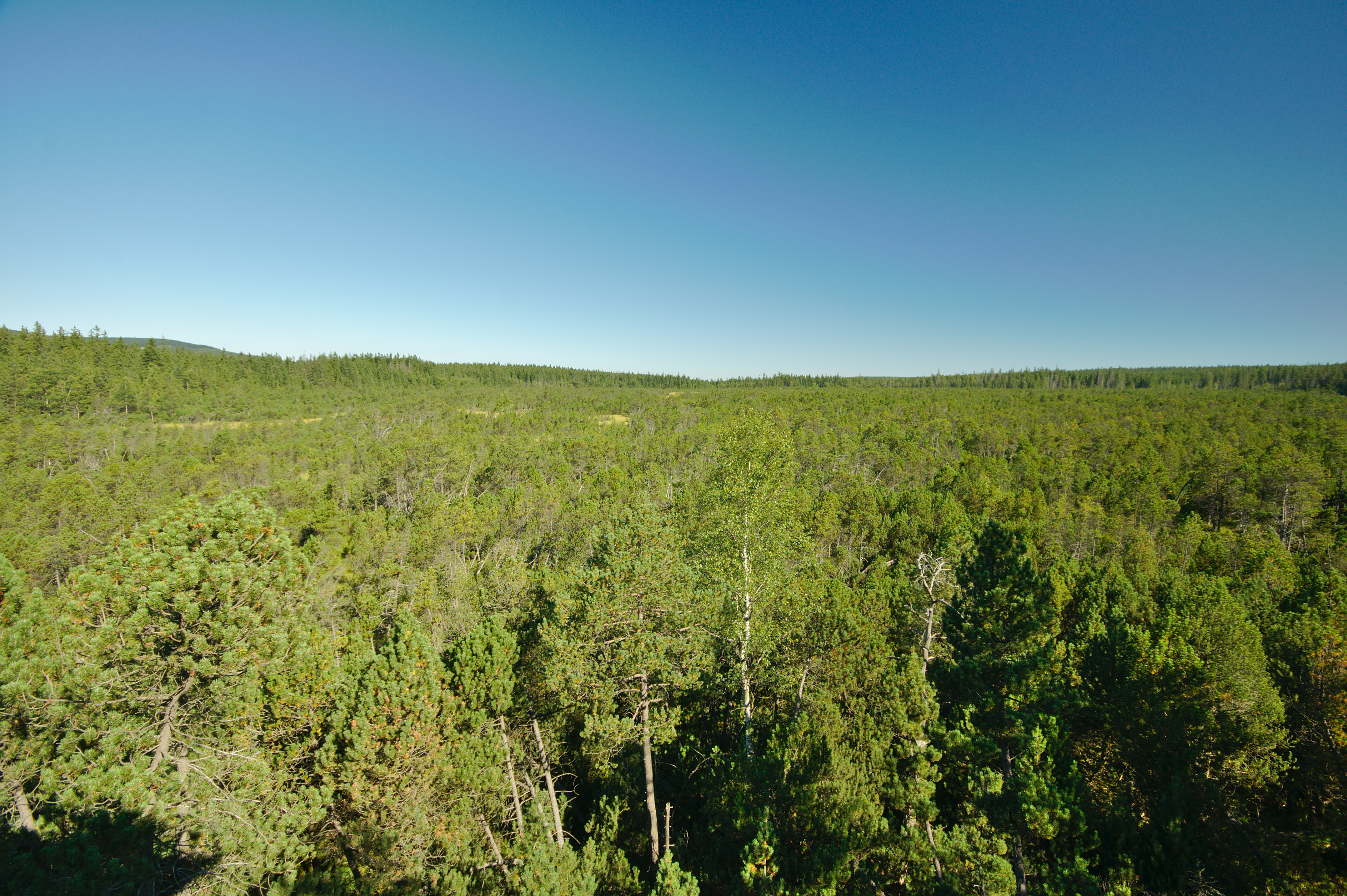
Výhled z rozhledny
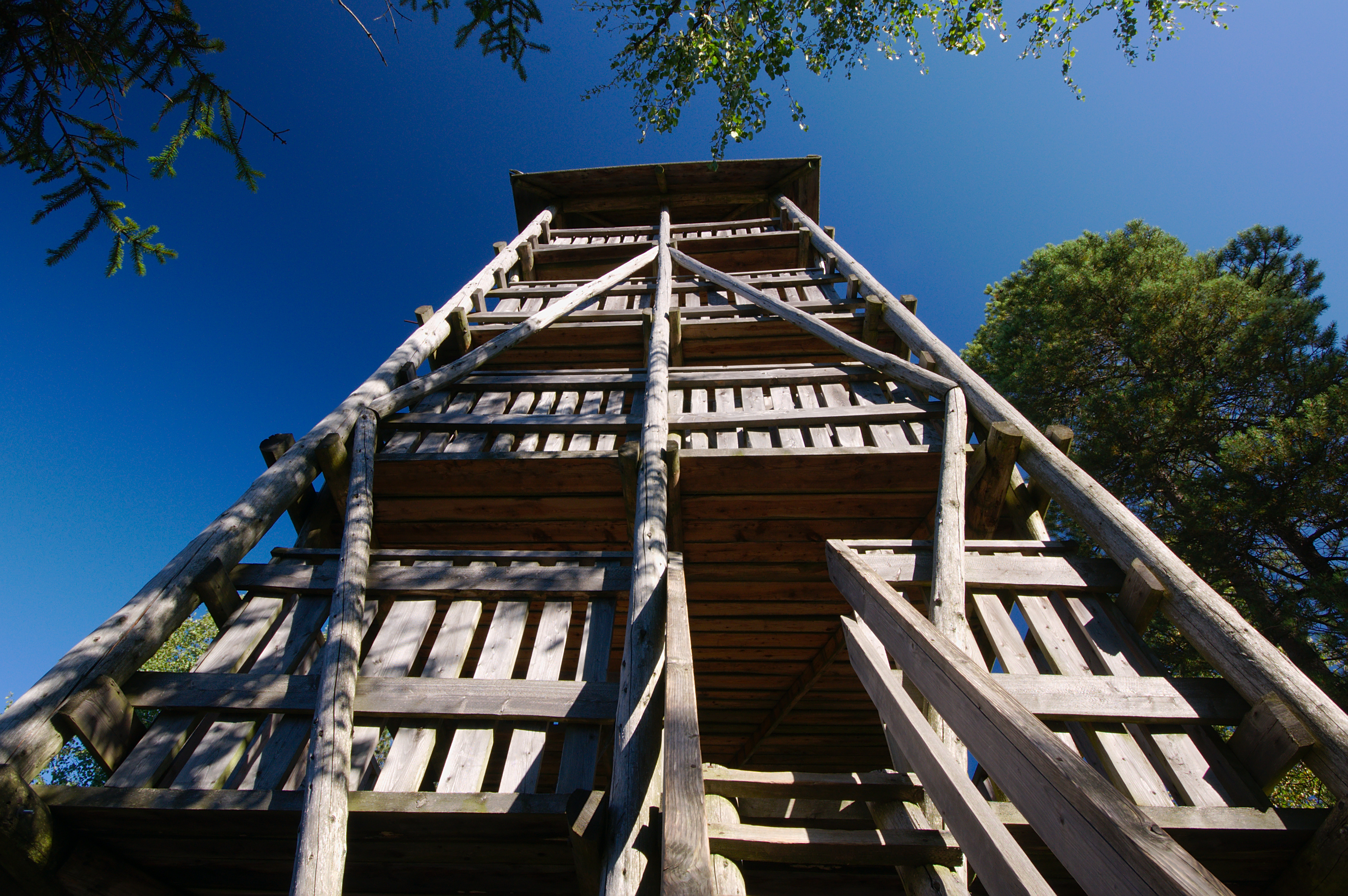
Dřevěná rozhledna uprostřed rašeliniště
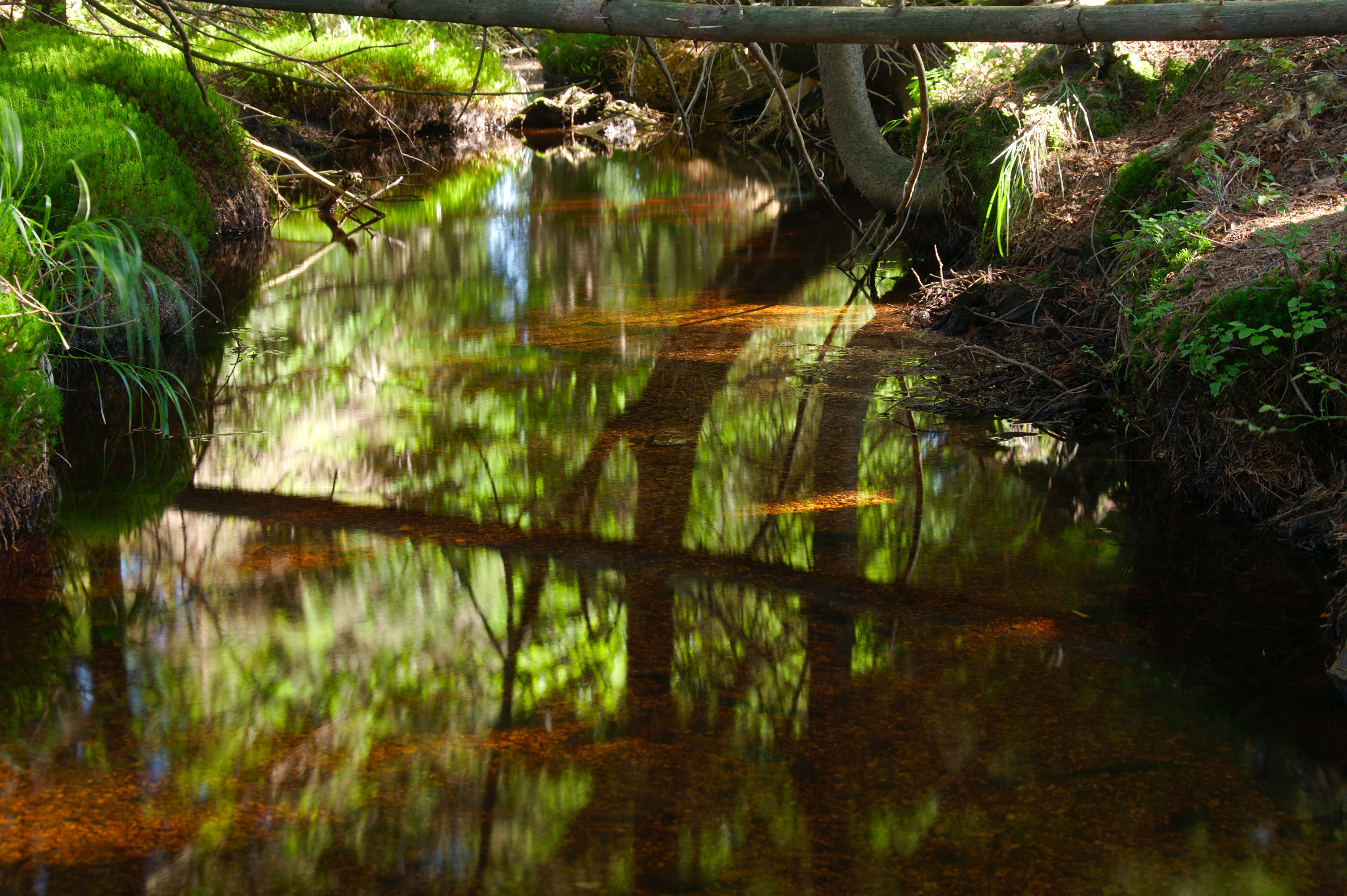
Typicky rezavá voda rašelinišť ve vodním toku